# Yamanashi
Yamanashi (山梨市?, Yamanashi-shi) è una città giapponese della prefettura di Yamanashi.